# Heteralonia mucida
Heteralonia mucida är en tvåvingeart som först beskrevs av Francois 1972.  Heteralonia mucida ingår i släktet Heteralonia och familjen svävflugor.
Artens utbredningsområde är Mauretanien. Inga underarter finns listade i Catalogue of Life.